# Calanthe spathoglottoides
Calanthe spathoglottoides är en orkidéart som beskrevs av Rudolf Schlechter. Calanthe spathoglottoides ingår i släktet Calanthe och familjen orkidéer. Inga underarter finns listade i Catalogue of Life.